# II. Széthi
II. Széthi (uralkodói nevén Uszerheperuré, görögösen Széthosz; ? – i. e. 1198) az ókori egyiptomi XIX. dinasztia hatodik fáraója i. e. 1203-tól haláláig. Merenptah fia és kijelölt örököse volt, uralkodása első éveiben azonban meg kellett küzdenie egy Amenmessze nevű trónbitorlóval, aki vagy az öccse, vagy a fia volt.

## Élete
Széthi, vagy ahogy magát minden feliratán nevezte, Széthi-Merenptah apja legidősebb fia volt; Merenptah még halála előtt kinevezte trónörökösnek. Nem tudni pontosan, hogy Széthi trónra lépett-e közvetlenül apja halála után, és Amenmessze letaszította a trónról, vagy pedig Széthi távollétét (talán ázsiai hadjáraton volt) kihasználva lépett Amenmessze a trónra. A bitorló 3-4 évig uralkodott, valószínűleg csak az ország déli részén, mielőtt Széthi legyőzte és minden feliratát kivakartatta. Több Amenmessze által kinevezett tisztségviselő is elveszítette pozícióját, köztük Ámon főpapja, Roma-Roi.
A fáraó mindössze hat évig uralkodott. Utóda a kiskorú Sziptah volt, aki vagy a fia volt egy ágyastól, vagy Amenmessze fia (ennek bizonyítéka lehet az a szobor, mely Sziptahot az apjával ábrázolja, de apja alakját és nevét eltüntették róla). Mivel Sziptah kiskorú volt, helyette egy ideig Amenmessze főfelesége, Tauszert uralkodott, eleinte régensként, majd fáraóként.
Sírja, a KV15 nincs messze Tauszert sírjától (KV14), valamint a Bay nevű nemesemberétől, aki fontos politikai karriert futott be Sziptah és Tauszert uralkodása alatt, és ritka kegyként a Királyok völgyében kapott sírt.

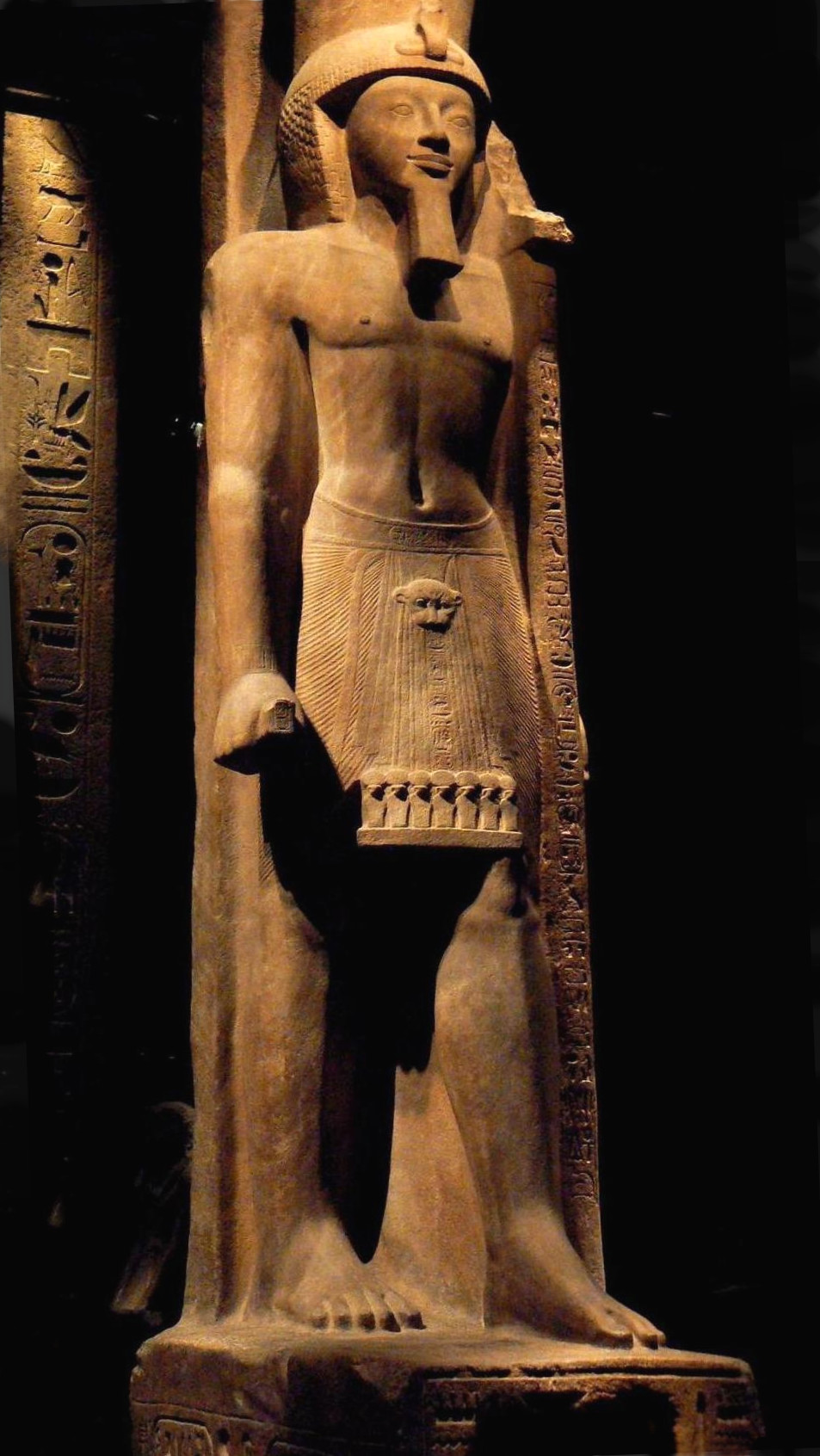
Széthi szobra, ma Torinóban

## Titulatúra
A fáraók titulatúrájának magyarázatát és történetét lásd az Ötelemű titulatúra szócikkben.
| G5 |

| G5 |

| E2 · D40 | G36 · r | F9 · F9 | D43 |

| E2 · D40 | G36 · r | F9 · F9 | D43 |

| E2 · D40 | G36 · r | F9 · F9 | D43 |

| E2 · D40 | G36 · r | F9 · F9 | D43 |

| G5 |

| G5 |

| E2 · D40 | G36 · r | F9 · F9 | D43 |

| E2 · D40 | G36 · r | F9 · F9 | D43 |

| E2 · D40 | G36 · r | F9 · F9 | D43 |

| E2 · D40 | G36 · r | F9 · F9 | D43 |

| G16 |

| G16 |

| n · M3 | Aa1 · t | D43 · F23 | D46 · r | D43 · T10 · t | Z3 | Z3 | Z3 |

| n · M3 | Aa1 · t | D43 · F23 | D46 · r | D43 · T10 · t | Z3 | Z3 | Z3 |

| G16 |

| G16 |

| n · M3 | Aa1 · t | D43 · F23 | D46 · r | D43 · T10 · t | Z3 | Z3 | Z3 |

| n · M3 | Aa1 · t | D43 · F23 | D46 · r | D43 · T10 · t | Z3 | Z3 | Z3 |

| G8 |

| G8 |

| O29 · H4 · Z2ss | m | N16 · N16 · N16 | nb · Z2s |

| O29 · H4 · Z2ss | m | N16 · N16 · N16 | nb · Z2s |

| G8 |

| G8 |

| O29 · H4 · Z2ss | m | N16 · N16 · N16 | nb · Z2s |

| O29 · H4 · Z2ss | m | N16 · N16 · N16 | nb · Z2s |

| M23 | L2 |

| M23 | L2 |

| ra | wsr | xpr · Z2 | ra · stp · n |

| ra | wsr | xpr · Z2 | ra · stp · n |

| ra | wsr | xpr · Z2 | ra · stp · n |

| ra | wsr | xpr · Z2 | ra · stp · n |

| ra | wsr | xpr · Z2 | ra · stp · n |

| ra | wsr | xpr · Z2 | ra · stp · n |

| ra | wsr | xpr · Z2 | ra · stp · n |

| ra | wsr | xpr · Z2 | ra · stp · n |

| M23 | L2 |

| M23 | L2 |

| ra | wsr | xpr · Z2 | ra · stp · n |

| ra | wsr | xpr · Z2 | ra · stp · n |

| ra | wsr | xpr · Z2 | ra · stp · n |

| ra | wsr | xpr · Z2 | ra · stp · n |

| ra | wsr | xpr · Z2 | ra · stp · n |

| ra | wsr | xpr · Z2 | ra · stp · n |

| ra | wsr | xpr · Z2 | ra · stp · n |

| ra | wsr | xpr · Z2 | ra · stp · n |

| G39 | N5 | \| \| |
|     |    |       |

|  |

| G39 | N5 | \| \| |
|     |    |       |

|  |

| p · t | V28 | U6 | C7 | i | i | n |

| p · t | V28 | U6 | C7 | i | i | n |

| p · t | V28 | U6 | C7 | i | i | n |

| p · t | V28 | U6 | C7 | i | i | n |

| p · t | V28 | U6 | C7 | i | i | n |

| p · t | V28 | U6 | C7 | i | i | n |

| p · t | V28 | U6 | C7 | i | i | n |

| p · t | V28 | U6 | C7 | i | i | n |

| G39 | N5 | \| \| |
|     |    |       |

|  |

| G39 | N5 | \| \| |
|     |    |       |

|  |

| p · t | V28 | U6 | C7 | i | i | n |

| p · t | V28 | U6 | C7 | i | i | n |

| p · t | V28 | U6 | C7 | i | i | n |

| p · t | V28 | U6 | C7 | i | i | n |

| p · t | V28 | U6 | C7 | i | i | n |

| p · t | V28 | U6 | C7 | i | i | n |

| p · t | V28 | U6 | C7 | i | i | n |

| p · t | V28 | U6 | C7 | i | i | n |